# Соломенка (Гродненская область)
Соло́менка (бел. Сало́менка) — деревня в Гродненском районе Гродненской области Белоруссии. Входит в состав Квасовского сельсовета.

## Географическое положение
Деревня Соломенка располагается в 15 км к югу от города Гродно. Местность низинная, окружённая холмами и лесами. Через деревню протекает ручей. Болота в округе были высушены в ходе мелиорации в 1960—1970-е годы.

## История

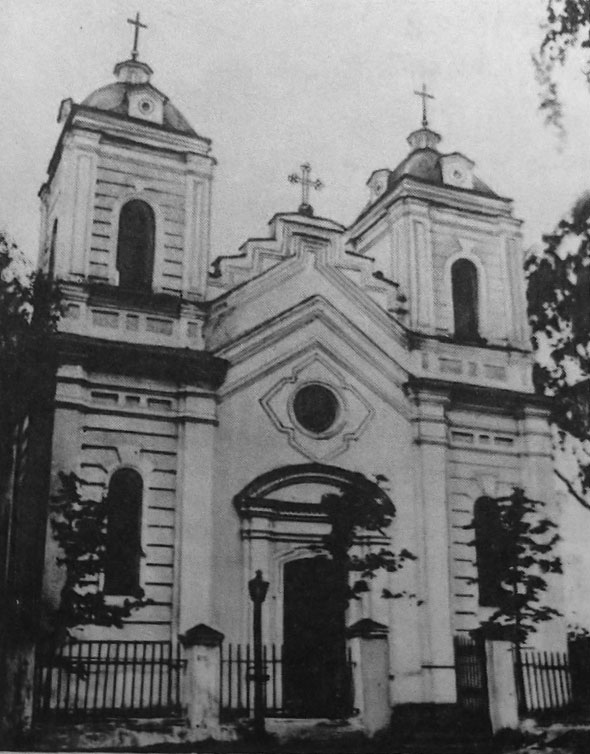
Костёл

В XVIII веке деревня входила в состав Трокского воеводства Гродненского повета Великого княжества Литовского. После третьего раздела Речи Посполитой вошла в Горницкую волость Гродненского уезда Российской империи.
Вскоре после образования Второй Речи Посполитой Соломенка вновь перешла под её контроль и вошла в состав гмины Горница Гродненского повета. После передачи в состав БССР вошла в Коптёвский сельсовет Гродненского района Гродненской области. В 1987 году передана в состав Квасовского сельсовета.

## Население
По данным переписи населения Польши 1921 года, в 51 дворе Соломенки проживали 296 человек, из них 275 поляков и 21 белорус. 195 жителей причисляли себя к римо-католикам, 101 — к православным. Кроме того, к востоку от деревни существовал фольварк, где проживали три поляка и два польских еврея.
По данным переписи населения 1999 года, в деревне проживали 103 человека, по данным 2009 года — 69 человек. На данный момент в деревне около 50 домов[уточнить].

## Известные жители
В Соломенке родился Мартин Почобут-Одляницкий (1728—1810) — белорусский и литовский астроном, математик и просветитель.

## Утраченные достопримечательности
Ранее в деревне имелись школа и клуб, расположенные в одном довоенном здании, находившемся около магазина. Позади клуба был старый яблоневый сад, окружённый тополями. Этот сад был заложен Мартином Почобутoм-Одляницким как подарок своей родине, когда он работал в Вильно. Сад был вырублен в 1992—1993 годах.